# Total Recall (2012)
Total Recall is een Amerikaanse sciencefiction- annex actiefilm uit 2012 van Len Wiseman met in de hoofdrollen onder meer Colin Farrell en Kate Beckinsale.
De film is een remake van de gelijknamige film uit 1990. Deze laatste film bevat een gedeeltelijke verhaallijn van het kortverhaal We Can Remember It for You Wholesale van Philip K. Dick uit 1966. De versie uit 2012 bevat enkel nog bepaalde elementen zoals het personage Douglas Quaid, het bedrijf Rekall en het principe van "valse herinneringen inplanten".

## Verhaal
Als gevolg van een grootschalige chemische oorlog is de aarde aan het einde van de 21ste eeuw nog maar voor een klein deel leefbaar en verdeeld tussen de "United Federation of Britain" (UFB) (het huidige Groot-Brittannië) en "The Colony" (het huidige Australië), die elkaar bevechten. De UFB wordt geleid door Vilos Cohaagen, maar wordt regelmatig aangevallen door verzetsstrijders, geleid door Matthias.
Veel mensen uit The Colony werken in de UFB en verplaatsen zich met de gravitatietrein "The Fall" die rechtstreeks door de kern van de aarde gaat. Douglas Quaid (Colin Farrell) is zo'n medewerker. Hij is zijn baan en de dagelijkse sleur beu en wil eens iets leuks beleven. Zo droomde hij er ooit van piano te kunnen spelen. Daarom gaat hij naar het bedrijf Rekall dat ter vermaak kunstmatige herinneringen bij mensen implanteert. Hij laat zich overhalen om de herinneringen van een geheim agent te krijgen. 
Rekall doet vooraf steeds een test om na te gaan of er geen conflicten kunnen optreden. Quaid mag bijvoorbeeld geen herinnering laten implanteren over zijn huidige job omdat dat later problemen zal geven: hij kan dan de echte werkelijkheid niet onderscheiden van zijn valse herinnering. Net op het ogenblik dat de herinnering wordt geplaatst, ontdekt Rekall dat Quaid in het verleden een geheim agent was en men tracht de procedure te stoppen.
Daarop wordt Rekall aangevallen door een eliteteam van de politie. Quaid kan, tot zijn verbazing, het eliteteam uitschakelen en blijkt plots kennis te hebben over geweren en gevechtskunsten. Hij vlucht naar huis en vertelt zijn vrouw Lori (Kate Beckinsale) wat er net gebeurde. Zij verklaart helemaal niet zijn vrouw te zijn, maar een undercoveragente. De huidige Quaid bestaat eigenlijk nog maar een goede zes weken: men heeft toen zijn werkelijke geheugen onderdrukt en opgevuld met eentje bestaande uit valse herinneringen. Lori tracht Douglas te vermoorden, maar hij kan ontsnappen. Lori en de politie, grotendeels bestaande uit robotten, achtervolgen hem. Ze trachten hem op te sporen via een gsm die in zijn hand is ingebouwd.
Douglas wordt plots via de gsm opgebeld door een zekere Hammond die zegt dat hij naar een bepaalde kluis moet gaan. Douglas beseft dat men hem via die gsm kan opsporen en snijdt deze uit zijn hand. Hij gaat naar de kluis waarin hij onder andere een video-opname van zichzelf vindt met de melding dat hij naar een bepaald adres in de UFB moet gaan. In de kluis zit ook nog een hologramhalsband waarmee men zich een ander uiterlijk kan geven, en valse paspoorten. Zo tracht hij de UFB binnen te geraken, maar het hologram faalt in de detector waardoor hij wordt herkend. Douglas vlucht de UFB binnen, achtervolgd door de politie en Lori, maar wordt gered door verzetsstrijdster Melina (Jessica Biel). Douglas meent haar te herkennen uit een nachtmerrie die hij vroeger veel had.
Eenmaal in het appartement tracht hij piano te spelen, wat hem feilloos lukt. Na het spelen van een bepaalde melodie start er plots een videofragment van een Douglas als hologram. Het hologram zegt dat hij in werkelijkheid Carl Hauser is, een uiterst hoog opgeleid agent die voor Cohaagen werkte, maar overstapte naar de verzetsstrijders. Het hologram vermeldt ook dat de politie hem (= Carl) op het spoor is en meer dan waarschijnlijk zijn geheugen zal wissen omdat Cohaagen van mening is dat Carl de code kent die alle politierobots kan uitschakelen. Melina zegt dat zij Carls vriendin was. Als bewijs zegt ze ook dat zowel zijn als haar hand werden geraakt door dezelfde kogel, waardoor ze een gelijkaardig litteken hebben.
Terug in de foyer van het appartementsblok staat de politie hen buiten op te wachten. Harry, een collega van Douglas, tracht hem te overtuigen dat hij nog steeds bij Rekall zit en dat hij moet terugkeren. Hij en Lori, die buiten wanhopig staat te wachten, werden via Rekall nu in de herinnering ingebracht. Volgens Carl kan Douglas enkel terugkeren door Melina te doden. Douglas is bijna overtuigd, maar dan ziet hij een traan in Melina's oog en hij schiet daarop Harry neer.
Carl en Melina zoeken Matthias op. Terwijl Matthias het geheugen van Carl doorzoekt, komen plots de politie, Lori en Cohaagen binnen. Zij konden Carl en Melina achtervolgen. Cohaagen onthult dat er geen code bestaat om de robots uit te schakelen. Daarop doodt hij Matthias. Cohaagen geeft de politie de instructies om Carls geheugen opnieuw te wissen. Hij heeft ondertussen de oorlog verklaard aan The Colony en gaat deze invallen via The Fall. Hij neemt Melina mee als gevangene. Carl kan toch ontsnappen en geraakt aan boord van The Fall. Daar brengt hij op diverse plaatsen tijdbommen aan. Vervolgens gaat hij op zoek naar Melina en vindt haar. Dit wordt opgemerkt en een zoektocht naar hen wordt opgestart.
The Fall komt aan in The Colony en de robots worden geactiveerd. Echter staan de tijdbommen op het punt om te ontploffen. Carl en Melina kunnen tijdig ontsnappen, Cohaagen en de rest van het leger worden opgeblazen en The Fall zakt de dieperik in. Hierdoor is The Colony gered.
Carl wordt verzorgd in een ziekenwagen waar Melina hem opzoekt. Carl merkt plots dat Melina geen litteken meer heeft en ontdekt dat de persoon voor hem een hologramhalsband draagt. Hij trekt deze af: blijkbaar was dit een vermomde Lori. Er ontstaat een gevecht waarin Carl Lori doodt. Carl stapt de ambulance uit en omhelst de echte Melina. In de achtergrond is lichtreclame van Rekall te zien.

## Rolverdeling
| Acteur          | Personage      | Opmerkingen                                   |
| --------------- | -------------- | --------------------------------------------- |
| Colin Farrell   | Douglas Quaid  |                                               |
| Kate Beckinsale | Lori Quaid     | (zogenaamd) Quaids vrouw                      |
| Jessica Biel    | Melina         | verzetsstrijder                               |
| Bryan Cranston  | Vilos Cohaagen | president van de United Federation of Britain |
| Bokeem Woodbine | Harry          | (zogenaamd) Quaids beste vriend               |
| John Cho        | Bob McClane    | medewerker van Rekall                         |
| Bill Nighy      | Matthias Lair  | leider van het verzet                         |
| Dylan Smith     | Hammond        |                                               |

## Ontvangst
De film werd met gemengde reacties ontvangen. Vele critici vonden de visuele aspecten adembenemend maar het verhaal te zwak en vele personages slecht neergezet. In Amerika verdiende de film een zeer teleurstellende 59 miljoen dollar. Wereldwijd verdiende de film een iets betere 198 miljoen dollar. Met een productiebudget van 125 miljoen dollar werd het al meermaals aangekondigd als een van de grootste flops van 2012.

## Grootste verschillen tussen het kortverhaal en de films
| Kortverhaal | Versie 1990 | Versie 2012 |
| --- | --- | --- |
| Quaid is klerk en getrouwd met Kirstin. Quaid stelt zich later wel de vraag of zij geen undercoveragente is, maar dit wordt niet beantwoord. | Quaid is bouwvakker en getrouwd met Lori, die later undercoveragente blijkt te zijn. | Quaid is fabriekstechnicus en getrouwd met Lori, die later undercoveragente blijkt te zijn. |
| De planeet Mars wordt bewoond door mensen. | De planeet Mars wordt bewoond door mensen. | De aarde heeft nog slechts twee bewoonbare delen. |
| Quaid heeft een zendertje in zijn hoofd waarmee men hem kan opsporen. Later blijkt dat hij via dat zendertje kan communiceren met Interplan. | Quaid heeft een zendertje in zijn hoofd waarmee men hem kan opsporen. | In de hand van Quaid is een gsm ingebouwd. Men kan hem opsporen via het signaal van die gsm. |
| Quaid/Hauser herinnert zich de Martiaanse leider gedood te hebben. De reden wordt niet kenbaar gemaakt. | Op Mars neemt Quaid/Hauser het op voor de mutanten die zijn ontstaan omwille van de straling omdat gouverneur Cohaagen enkel bescherming voorziet voor zijn naaste medewerkers. | Quaid/Hauser tracht een invasie van Cohaagen in The Colony te vermijden. |
| niet aanwezig in het kortverhaal | In de foyer komt Quaid/Hauser zijn vrouw Lori en een arts tegen die zeggen dat zij door Rekall in zijn herinnering werden ingeplant om hem terug naar de realiteit te halen. Hiervoor dient hij volgens de arts een pil in te nemen. Wanneer Quaid/Hauser merkt dat de arts zweet, doodt hij hem. | In de foyer komt Quaid/Hauser zijn collega Harry tegen die hem zegt dat hij enkel naar de realiteit kan terugkeren door Melina te doden. Quaid/Hauser ziet een traan in Melina's ogen en doodt Harry. |
| Quaid/Hauser en Interplan komen tot een overeenkomst: zijn geheugen wordt gewist zodat hij zich niets meer herinnert over Mars. Wel wordt een kinderdroom geïmplanteerd over een nakende invasie van buitenaardse wezens die Quaid/Hauser heeft kunnen voorkomen. Tijdens inplanting komt men te weten dat dit geen kinderdroom was, maar realiteit. | Nadat Quaid/Hauser en Melina zijn gevangengenomen door Cohaagen is het de bedoeling dat het geheugen van beiden wordt gemodifieerd zodat ze later denken dat ze een alledaags getrouwd gezin zijn. | Enkel het geheugen van Quaid/Hauser zal worden aangepast. Melina wordt meegenomen als gevangene. Het is onduidelijk wat men met haar verder van plan is.                                              |
| niet aanwezig in het kortverhaal | Quaid ontdekt het bestaan van een enorme reactor op Mars die de hele planeet van natuurlijke zuurstof kan voorzien. Cohaagen dreigt om het ontstekingsmechanisme van de reactor met een bom op te blazen, omdat hij door het in werking zetten van de reactor een hoop inkomsten zou mislopen op de verkoop van zuurstof. Quaid/Hauser weet dit te verhinderen door de bom weg te gooien, en zet de reactor in werking. Dit leidt tot de aanmaak van zuurstof en een natuurlijke atmosfeer op Mars. | Quaid/Hauser laat The Fall ontploffen waarin Cohaagen en het leger zich nog bevinden. Zo voorkomt hij de invasie en zijn de mensen in The Colony veilig en kan men onafhankelijk worden van de UFB.   |